# Tetralonioidella fukienensis
Tetralonioidella fukienensis là một loài Hymenoptera trong họ Apidae. Loài này được Lieftinck mô tả khoa học năm 1983.